# ORANGE RANGE (2006年のアルバム)
『ORANGE RANGE』（オレンジレンジ）は、日本のミクスチャーバンド、ORANGE RANGEの4枚目のオリジナルアルバム。ソニー・ミュージックレコーズのgr8! recordsより2006年12月に発売。

## 解説
- 前作『ИATURAL』から、1年2ヶ月ぶりとなるオリジナル・アルバムである。
- オリコンデイリーチャートでは、初日に1位を獲得したが、2日目からは福山雅治の5年ぶりのオリジナルアルバム『5年モノ』が1位を獲得したため、ウィークリーチャートでは初登場2位となった。年間チャートでは、1週間のみの集計ながら、65位を記録した。
- 初回限定盤には、PVと、過去のシングル曲のPVをダイジェストに集約したDVDが付属した。ORANGE RANGEのアルバムにDVDが付いたのはこれが初めてである。
- 通常盤はコネクテッドCD仕様で、DVDと同内容が期間限定のストリーミング配信で視聴可能となっていた。
- 初回限定盤のジャケットには「ORANGE RANGE」と書かれており、通常盤のジャケットにはORANGE RANGEのロゴマークが大きく書かれている。ジャケット違いがあるのは初めてである。
- 初回限定盤、通常盤にかかわらず、購入者には「メンバーの写真入りR指定特製ステッカー」が、店頭で配布された。
- タイトルの「ORANGE RANGE」は「メーターのオレンジ色の部分」がモチーフになっており、「振り切った」「いっちゃってる」という意味がある。このタイトルを推したのは、NAOTOであり、前からつけたかったようであったが、過去3作では、いずれも先に候補に挙がったタイトルを採用したことから、本作でようやく採用された[1]。難色を示したメンバーもいたが、NAOTOの「今回だめだったら次（のアルバムに）つける」との発言により決定した。その他にも、強引なプレゼンをしたようである。
- 本作はストリングスを起用された曲が多く、NAOTO曰く「ブームですね。いいストリングスの素材を見つけて、調子に乗ってどんどん使っちゃったっていう（笑）[2]」とのことである。
- YAMATOのクレジット欄には「HAPPY MC」と書かれている。
- ORANGE RANGEのCDとして初めて、シークレットトラックが収録されている。
- マスタリングは、初の外国人と、ニューヨーク・ソニースタジオである。
- アルバムの宣伝として、公式サイトやコマーシャルに「ダウンタウンのガキの使いやあらへんで!!』などで有名な浅見千代子が出演した。浅見は収録楽曲「DANCE2」のMVにも出演している。また、2006年12月9日に渋谷で行われたイベントには、アニマル浜口が出演した。これらについては、外部リンクを参照。
- このアルバムを発売した翌年の2007年にはアリーナツアーを敢行した。
- NAOTOのスペシャルサンクス欄には絵が描いてあり、スパイスミュージック側のORANGE RANGE公式サイトの中の隅にその絵が掲載されている。

## 収録曲
シングル曲およびカップリング曲の解説は各ページを参照。
- 全作詞・作曲・編曲：ORANGE RANGE（特記以外）

| #         | タイトル                                   | 作詞           | 作曲      | ストリングス | 時間  |
| --------- | ------------------------------------------ | -------------- | --------- | ------------ | ----- |
| 1.        | 「MIRACLE」                                |                |           |              | 4:18  |
| 2.        | 「チャンピオーネ」                         |                |           | 弦一徹       | 4:47  |
| 3.        | 「DANCE2 feat.ソイソース」                 |                |           |              | 2:49  |
| 4.        | 「FAT」                                    |                | 低音一家  |              | 3:33  |
| 5.        | 「BEAUTIFUL DAY」                          |                |           | 弦一徹       | 4:29  |
| 6.        | 「風林火山」                               |                | 低音一家  |              | 3:02  |
| 7.        | 「Everysing」                              |                |           |              | 4:08  |
| 8.        | 「Walk on」                                |                |           | 弦一徹       | 4:06  |
| 9.        | 「So Little Time feat.ペチュニアロックス」 |                |           |              | 3:43  |
| 10.       | 「FIRE BUN feat.GOD MAKING」               | RYO/TSK/NEWMAN | 低音一家  |              | 4:23  |
| 11.       | 「UN ROCK STAR」                           |                |           |              | 3:38  |
| 12.       | 「Hello」                                  |                |           | 弦一徹       | 3:46  |
| 13.       | 「LIGHTS」                                 |                |           |              | 3:55  |
| 14.       | 「Great Escape」                           |                |           |              | 3:09  |
| 15.       | 「STEP BY STEP」                           |                |           | 弦一徹       | 5:55  |
| 16.       | 「SAYONARA」                               |                |           | 弦一徹       | 6:06  |
| 17.       | 「Silent Night」                           |                |           | 弦一徹       | 7:48  |
| 18.       | 「Miami」(シークレット・トラック)          |                |           |              | 1:16  |
| 合計時間: | 合計時間:                                  | 合計時間:      | 合計時間: | 合計時間:    | 74:51 |

### 楽曲解説
1. MIRACLE
打ち込み音を駆使した曲。メンバー曰く「ORANGE RANGEらしい曲。」
CD発売前からLIVE FANTAZICALの初期から披露されていた。
2. チャンピオーネ
13thシングル。NHK「2006 FIFAワールドカップ」放送テーマソング。
アルバムの曲順を決める際、一番悩んだようである。
3. DANCE2 feat.ソイソース
江崎グリコ「ポッキー極細」、「ポッキーチョコレート」CMソング。
12thシングル「キズナ」c/w「ソイソースのTheme」以来のソイソース参加作品。
2ndアルバム「musiQ」収録の「papa」や3rdアルバム「ИATURAL」収録の「pe nyom pong」同様、「意味のわからない歌詞の曲」であり、このような楽曲が3曲目に入っていることについて、NAOTOは「出世した」と言っている。
2006年のミュージックステーションスーパーライブでは、『チャンピオーネ』の前にサビだけ演奏された。また、CDTVの年越しライブでは、各メンバーがそれぞれ大物ミュージシャンのような格好をして演奏。
タイトルの読み方は「ダンスダンス」である。元のタイトルは「DANCE DANCE」だった。
2007年のシングル『イカSUMMER』にKAGAMIによるリミックスバージョンが収録される。
CMにはメンバーと同じ沖縄出身の新垣結衣が出演。新垣は渋谷スクランブル交差点で人とすれ違い様に、「♪パッパッパーラ」と歌われる事があったと言う。
4. FAT
低音一家による作品で、曲制作にはNAOTOも参加。
テーマをYOHが決めることはめったにないそうだが、この曲の「図太く、男らしく」というテーマはYOHの発案によるもの。
原型は3rdアルバム「ИATURAL」の頃からあった。
5. BEAUTIFUL DAY
地球上の矛盾や戦争の虚しさを歌っている。このテーマはYAMATOが発案。
メンバー曰く、「このようなテーマに答えはないが、僕たちが歌うことによって、何かを感じ取ってもらえれば…。」とのこと。Blue Smithのアルバムにこの曲の別ヴァージョンが収録された。
6. 風林火山
14thシングルc/w。
アルバムバージョンであり、前奏部分に馬の鳴き声など、戦国時代をイメージさせるものが足されている。
タイアップの無いc/wがアルバムに収録されるのは『1st CONTACT』以来。
7. Everysing
働き過ぎの日本人、サラリーマンへの応援ソング。
パーカッションが入っており、NAOTO曰く「全体の展開がウリ」。
最後のアウトロでは一転し、そのまま「Walk on」へと続く。
曲名は、意図的なものである。
8. Walk on
13thシングルc/w。映画「チェケラッチョ!!」エンディングテーマソング。「Town&Country」CMソング。
9. So Little Time feat.ペチュニアロックス (3:43.72) 
HIROKIとNAOTOが歌っている。
一応歌詞はあるが、1分間ヴォーカルがなく、声が加工されている。いわゆる半インスト曲。
10. FIRE BUN feat.GOD MAKING
3rdアルバム「ИATURAL」収録の「盃 Jammer」に続く、低音一家のコラボレーション楽曲。
沖縄から本州に向けて歌われた曲。
GOD MAKINGは、地元沖縄で活躍中のレゲエチーム。アルバムのジャケット中にある「SPECIAL THANKS」のRYOの所に、この名が出ていた。RYO曰く「すごく憧れていた先輩なので、今回コラボレーションできたことはとても嬉しい」。
11. UN ROCK STAR
14thシングル。ホンダ・ストリームコマーシャルソング、日本テレビ系「スポーツうるぐす」8月テーマソング。10万枚限定盤。
表記がないが実はアルバムバージョンであり、アウトロのベースのフレーズが1回から2回に変更されている
12. Hello
ディズニー・チャンネルの「夢中のスイッチ」イメージキャンペーンCMソング。
「あぁ〜あ夢を見ない大人にはなりたくないなぁ」という歌詞はYAMATOがファルセットを使って歌っているが、直前のHIROKIのパートとかぶっている。
RYOは、この曲で自分の道が開けたらしい。
MIRACLE同様、LIVE FANTAZICALで発表前から披露されていた。ちなみにこれをライブでやろうといったのはYOHである。
13. LIGHTS
アルバム制作期間初期にできた曲。
メンバーは「深夜に高速道路を走りながら聴きたい」と語っている。
14. Great Escape
レコーディングの後半になって制作された曲。
NAOTO曰く、「ファーストアルバム（『1st CONTACT』）を作った時の感覚に近い」とのこと。HIROKIも、「このような曲は久しぶり。テンションが上がる」と言っている。YAMATOによると「昔のレッチリっぽい」曲。
15. STEP BY STEP
コンセプトは、「切ない恋愛」。
イントロは1分以上もある。
最初の部分で「二人で日々OK」と歌詞に書いてあるが、曲中では「ありきたりな日々It's OK」と歌われている。サビの部分でも「素直なサインで」と歌詞には書いてあるが、実際は「素直なサニーディ」と歌われている。
16. SAYONARA
15thシングル。TBSドラマ「鉄板少女アカネ!!」主題歌。
17. Silent Night
タイトルがSilent（英語で「静かな」という意味）という事で、音が他の曲と比べて小さくなっている。
『裏 SHOPPING』ではリマスタリングにより、音圧が向上したものが収録されている。
18. Miami
シークレットトラックであり、公式には名前が存在しない。「Miami」というのは、一部音楽配信サイトで紹介されているタイトル。
インスト曲。
LIVE FANTAZICALのSEとして使われていた。

### 初回盤DVD
1. チャンピオーネ
2. Walk on
3. UN ROCK STAR
4. SAYONARA
5. Speacial Digest
過去のシングル曲のPVとメイキング映像をダイジェストで紹介。

## タイアップ
- 江崎グリコ「ポッキー極細」「ポッキーチョコレート」CMソング(M-3)
- ディズニー・チャンネル「夢中のスイッチ」イメージキャンペーンCMソング(M-12)

## 参加ミュージシャン
- YAMATO：HAPPY MC
- HIROKI：MC
- RYO：MC
- NAOTO:Programming、Other Instruments、g
- YOH：BASS

| MIRACLE - Drums：桜井正宏 - Chorus：曇天サヤカ チャンピオーネ - Drums：桜井正宏 - Chorus：曇天サヤカ - Strings：弦一徹グループ - Percussion：三沢またろう - Strings Arrangement：吉俣良 DANCE2 feat.ソイソース - Drums：桜井正宏 - Chorus：曇天サヤカ FAT - Drums：桜井正宏 BEATUTIFUL DAY - Drums：佐野康夫 - Strings：弦一徹グループ - くすくす：中筋合唱団 - Strings Arrangement：吉俣良 風林火山 - Drums：桜井正宏 Everysing - Drums：桜井正宏 - Percussion：三沢またろう - Chorus：曇天サヤカ Walk on - Drums：桜井正宏 - Strings：弦一徹グループ - Chorus：曇天サヤカ - Strings Arrangement：吉俣良 | So Little Time feat.ペチュニアロックス - Drums：桜井正宏 - Chorus：曇天サヤカ FIRE BUN feat.GOD MAKING - Drums：桜井正宏 UN ROCK STAR - Drums：桜井正宏 Hello - Drums：桜井正宏 - Strings：弦一徹グループ - Chorus：曇天サヤカ - Strings Arrangement：吉俣良 LIGHTS - Drums：桜井正宏 Great Escape - Drums：桜井正宏 STEP BY STEP - Drums：佐野康夫 - Strings：弦一徹グループ - Strings Arrangement：吉俣良 SAYONARA - Drums：桜井正宏 - Strings：弦一徹グループ - Piano：中村康就 - Strings Arrangement：吉俣良 Silent Night - Drums：桜井正宏 - Strings：弦一徹グループ - Chorus：曇天サヤカ - Strings Arrangement：吉俣良 |